# مصر للطيران الرحلة 869 عام 1962
شركة الطيران العربية المتحدة رحلة 869 ، هي رحلة طيران مدنية تابعة للجمهورية العربية المتحدة (مصر حالياً) ، وأنطلقت يوم 19 يونيو عام 1962م من هونج كونغ إلى القاهرة ، وذلك عن طريق تايلاند ، وتعرضت الطائرة للحادث المروع في خاو ياي التايلندية ، وأسفرت عن مقتل 26 راكباً.

## المصدر
1. ↑  ASN Aircraft accident de Havilland DH-106 Comet 4C SU-AMW Khao Yai Mountain نسخة محفوظة 01 ديسمبر 2017 على موقع واي باك مشين.